# Бартер

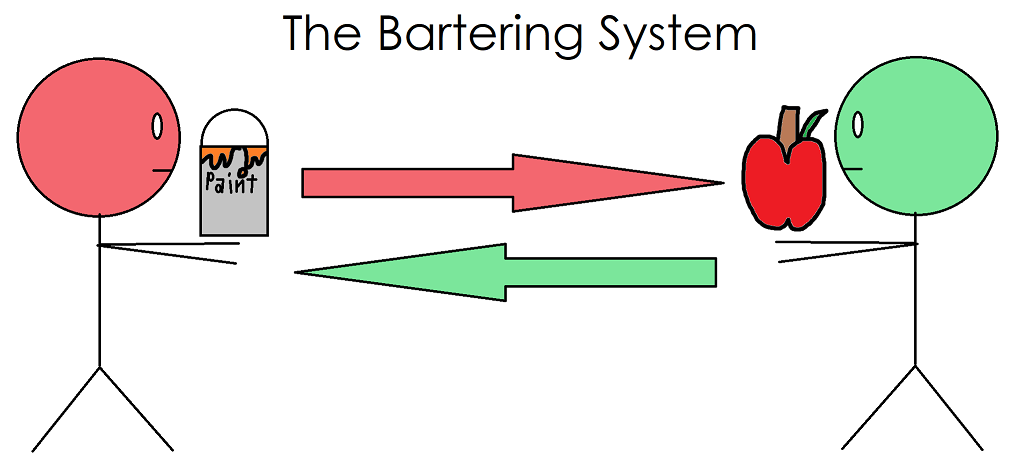
Упрощённая схема бартера. Прямой обмен предметами потребления.

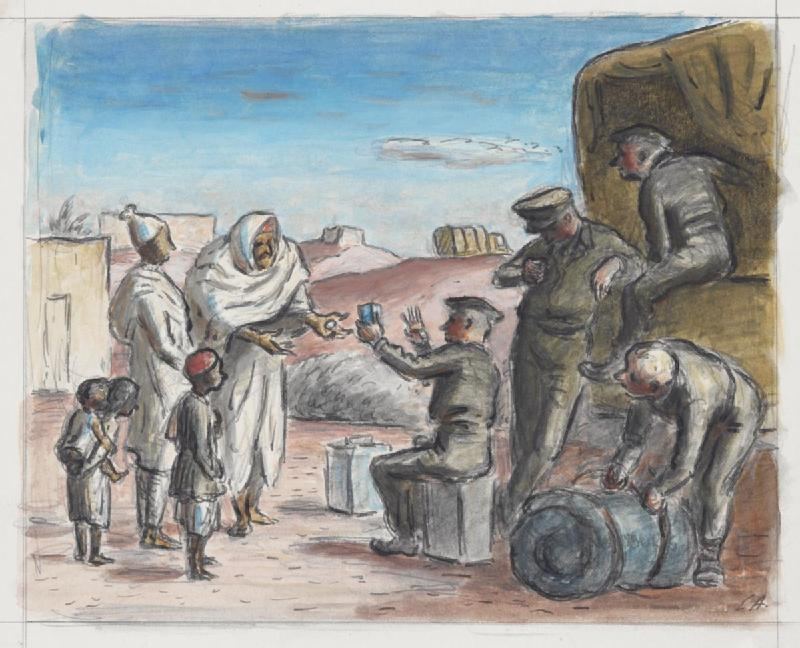
Арабы вблизи Сирта выменивают чай у британских солдат на яйца (Североафриканская кампания, 1942 год). Hескоропортящийся товар (пачка чая) может играть роль денежного суррогата. Что иллюстрирует потенциал для трехстороннего обмена с использованнием промежуточного обменного материала

Бартер (бартерный обмен, договор мены, мена) — вид гражданско-правового договора, при котором одна сторона берёт на себя обязательство передать другой стороне некоторое имущество против обязательства другой стороны передать первой имущество аналогичной стоимости (по оценке сторон договора).
Обычно термин «бартер» применяют к договорам мены между юридическими лицами, при котором происходит переход права собственности на объекты договора между его сторонами без использования законного средства платежа (например, денег, банковских обязательств, векселей).
Бартер может быть многосторонним, ликвидные товары могут вымениваться ради дальнейшего обмена, а не ради непосредственного использования (потребления). Систематические мены на однотипные ликвидные товары трансформируют их в денежный суррогат, который может служить средством накопления Или же бартер может работать как вариант кредита в форме контракта о предоставлении товаров или услуг в будущем.
В юридическом смысле договор мены значительно более широкое понятие, чем бартер. Мена включает в себя и обмен правами, не сводящимися к собственности на вещи. Также договор обмена между частными лицами зачастую называют договором мены, даже если обменивается один товар на другой. Разница с бартеров в этом случае заключается в различии налогообложения.

## История

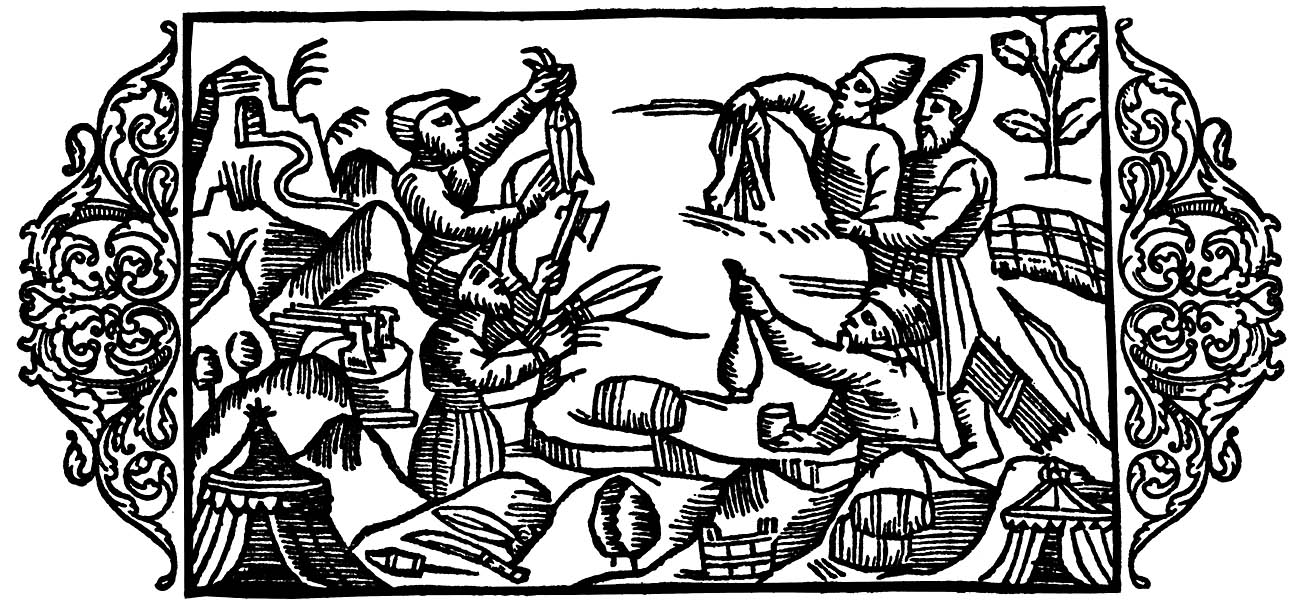
Норвежцы и русские обмениваются товарами. Олаф Магнус, 1555

Натуральный обмен практиковался ещё в первобытном обществе. Но первоначально это был обмен подарками. Такой обмен не диктовался экономическими соображениями — он имел символическое значение, как демонстрация союза, мира, дружбы, вступление в более близкие отношения (см. экономика дара). Признак, по которому можно судить, что мена начинает получать хозяйственное значение — установление обычая обмениваться предметами или их наборами, считающимися более или менее равноценными. Постепенно один из товаров (раковины каури, скот, меха, металлы) становился стандартной единицей ценности, превращаясь в деньги.
Но и в обществах, у которых уже имелись деньги, в определённых случаях практиковалась безденежная меновая торговля. Например, в Сибири в XVII веке как с коренными жителями, так и с русскими поселенцами, была развита торговля мехами в обмен на продукцию европейской части России, в которой продавцы нуждались больше, чем в деньгах как таковых. В частности, в Верхотурье, которое считалось первым сибирским городом, русские на хлеб и рыбу выменивали у вогулов (манси) меха, лосиные и оленьи кожи.
В современных условиях бартерные сделки становятся формой защиты от гиперинфляции, когда деньги стремительно обесцениваются. Так, бартерные сделки приобрели большую популярность в России в 1990-е годы, когда гиперинфляция привела к жесточайшей демонетизации российской экономики. По оценкам аналитиков, объём бартера в 1990-е годы составил 80-90 % общей массы промышленной продукции. На всём постсоветском пространстве возникли трудности с денежным обращением, в связи с чем получили распространение трансграничные бартерные сделки. По словам специалиста швейцарской трейдинговой компании Marc Rich AG:

У наших торговых партнёров из бывшего Советского Союза не было наличных денег и иностранной валюты. Мы работали по принципу: если у тебя нет денег, плати тем, что есть. Мы осуществляли бартерные сделки, как в Средние века.
Вот типичная сделка, в которой были затронуты пять республик и объём которой составлял около 100 млн долларов: мы закупили в Бразилии сахар-сырец, который мы рафинировали на Украине. Затем этот рафинированный сахар мы обменяли на нефть из Сибири. Нефть мы обменяли в Монголии на медную руду. В Казахстане для нас из медной руды добыли медь. Наконец, мы с очень хорошей прибылью продали медь на мировом рынке. Вся сделка продолжалась шесть месяцев и была очень рискованной. Наша прибыль от неё была огромной. Мы зарабатывали на каждом отдельном этапе. Мы смогли осуществить эту сделку только потому, что знали людей во всех этих странах, и мы все доверяли друг другу. Мы также были своего рода финансистами для многих наших торговых партнёров. Ни у кого не было денег. Но мы летали над страной на огромном грузовом самолёте, полном долларов. Мы были летающим банком.

## Виды
Иногда выделяют закрытый (классический) обмен и открытый (независимый) обмен.
- В закрытом обмене (закрытом бартере) участвуют две стороны; товар/услуга X меняется исключительно на товар/услугу Y; участники связаны по времени (одномоментная разовая сделка) и ограничены фиксированным объёмом сделки (эквивалентный стоимостной объём). Пример: меняем завтра 100 кг бумаги на 10 окон. Большинство операций обмена (бартера) соответствуют этим критериям.Бартер в 1948 году в Германии (обменный центр в советской оккупационной зоне). Мать меняет сыну обувь, которая стала ему мала, на обувь большего размера.1947 год, Берлин: обмен картофельных очисток на дрова.

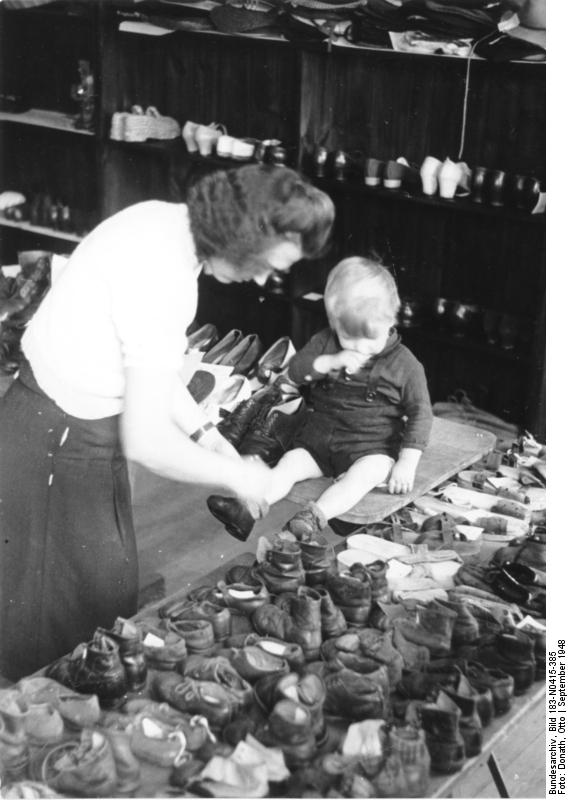
Бартер в 1948 году в Германии (обменный центр в советской оккупационной зоне). Мать меняет сыну обувь, которая стала ему мала, на обувь большего размера.

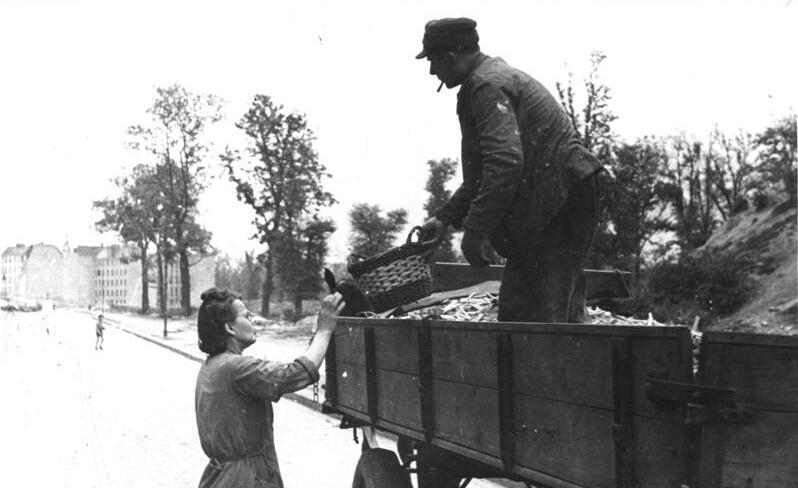
1947 год, Берлин: обмен картофельных очисток на дрова.

- В открытом обмене (открытом бартере) может участвовать более 2 сторон; товар/услуга Х может обмениваться на товары/услуги Y, Z,.. N в разных пропорциях; обмен может осуществляться в разное время. Фактически, одна из сторон, передав свой товар, получает право выбора, что и когда она хочет получить в погашение возникшего долга. Эти намерения не обязательно заранее декларировать, они могут меняться со временем.

## Преимущества бартера
- При отсутствии денежных средств бартер позволяет не брать кредиты для приобретения сырья.
- Бартер минимизирует инфляционные риски.

## Недостатки бартера
Говорят, что бартер «неэффективен», потому что:
- При больших объёмах товарообменных операций затруднён подбор подходящих друг другу бартерных предложений. Существуют электронные системы регистрации бартерных предложений и заявок (бартерные биржи), что упрощает поиск приемлемых вариантов.
- В случае минимизации или отсутствия денежного обращения возникает трудность оценки товаров и услуг в условиях отсутствия стабильного денежного рынка этих товаров; Не существует единой меры стоимости/стандартной единицы учёта. В денежной экономике деньги играют роль меры стоимости всех товаров, поэтому их стоимость можно сопоставлять друг с другом; в бартерной экономике эта роль может отсутствовать.
- Неделимость некоторых товаров:

Если человек хочет купить определённое количество товара у другого человека, но имеет в качестве оплаты только одну неделимую единицу другого товара, которая стоит больше, чем то, что человек хочет получить, бартерная сделка не может состояться.
- Отсутствие стандартов отсрочки платежей. Это связано с отсутствием единой меры стоимости, хотя если долг выражен в единицах товара, который в конечном итоге будет использован для оплаты, то это не является проблемой.
- Трудность в хранении богатства

Если общество полагается исключительно на скоропортящиеся товары, накопление богатства на будущее может быть непрактичным. Однако некоторые бартерные экономики полагаются на долговечные товары, такие как овцы или крупный рогатый скот, для этой цели.
- Могут возникать проблемы с налогообложением. Например, при выплате зарплаты в натуральной форме остро встаёт вопрос о зарплатных налогах и взносах (налог на доходы физических лиц, страховые взносы на обязательное пенсионное и медицинское страхование в России). На Украине бартерные сделки не позволяют использовать льготную или упрощённую систему налогообложения. Например, нельзя применить льготную ставку НДС, даже если оба товара бартерной сделки являются льготными. Есть сложности с проведением международных бартерных сделок из-за дополнительных ограничений по срокам их проведения. Это приводит к росту реального налогообложения и к росту налоговой задолженности, в том числе из-за пеней за несвоевременную уплату налогов.

## Развитие бартерной системы
Экономический историк Карл Поланьи утверждал, что там, где бартер широко распространен, а денежные запасы ограничены, бартеру помогает использование кредита, брокерства и денег как единицы учёта (то есть используемых для оценки стоимости товаров). Все эти стратегии встречаются в древних экономиках, включая Птолемеевский Египет. Они также являются основой для более поздних систем бартерного обмена.
В то время как бартер «один на один» практикуется между частными лицами и предприятиями на неформальной основе, организованные бартерные биржи возникли для проведения бартерных сделок с третьими лицами, что помогает преодолеть некоторые ограничения бартера. Бартерная биржа действует как брокер и банк, в котором каждый участвующий член имеет счет, который дебетуется при совершении покупок и кредитуется при совершении продаж.
Современный бартер и торговля значительно развились, чтобы стать эффективным методом увеличения продаж, сохранения денежных средств, реалузации излушков и использования избыточных производственных мощностей для предприятий по всему миру. Предприятия в бартере зарабатывают торговые кредиты (вместо наличных денег), которые зачисляются на их счет. Затем они имеют возможность приобретать товары и услуги у других участников, используя свои торговые кредиты — они не обязаны покупать у тех, кому они продали, и наоборот. Биржа играет важную роль, поскольку она предоставляет ведение учёта, брокерскую экспертизу и ежемесячные отчеты каждому участнику. Коммерческие биржи зарабатывают деньги, взимая комиссию с каждой транзакции либо со стороны покупателя, либо со стороны продавца, либо с комбинации того и другого. Плата за транзакцию обычно составляет от 8 до 15 %. Успешным примером является International Monetary Systems, которая была основана в 1985 году и является одной из первых бирж в Северной Америке, открытых после ратификации налогового Закона TEFRA 1982 года.
С 1930-х годов организованный бартер (розничный бартер) был распространенным типом бартера, когда компании присоединяются к бартерной организации (бартерной компании), которая служит центром для обмена товарами и услугами без денег в качестве средства обмена. Подобно брокерским домам, бартерная компания способствует обмену товарами и услугами между компаниями-членами, позволяя членам приобретать товары и услуги, предоставляя свои собственные в качестве оплаты. Компании-члены обязаны подписать бартерное соглашение с бартерной компанией в качестве условия своего членства. В свою очередь, бартерная компания предоставляет каждому члену информацию о текущих уровнях спроса и предложения на каждый товар и услугу, которые могут быть куплены или проданы в системе. Эти транзакции опосредуются бартерными органами компаний-членов. Затем компании-члены бартера могут приобрести желаемые товары или услуги у другой компании-члена в течение заранее определённого времени. Неспособность поставить товар или услугу в течение фиксированного периода времени означает необходимость погашения задолженности наличными. Каждая компания-член платит ежегодный членский взнос и комиссию за покупку и продажу, указанные в контракте. Организованный бартер увеличивает ликвидность для компаний-членов, поскольку он смягчает потребность в наличных деньгах для расчетов по сделкам, позволяя осуществлять продажи и покупки с избыточными мощностями или избыточными запасами. Кроме того, организованный бартер способствует конкурентному преимуществу в отраслях и секторах. Учитывая количество сделок в зависимости от баланса спроса и предложения товаров и услуг в рамках бартерной организации, компании-члены, как правило, сталкиваются с минимальной конкуренцией в своем собственном секторе деятельности.

## Договор мены в законодательстве стран
Бартерное соглашение — это юридический договор, определяющий условия обмена (торговли) между сторонами. Это может быть торговля товарами, услугами, продуктами или чем-то подобным. Бартерные соглашения часто используются вместо обмена наличными или денежными платежами. Это соглашение также может называться соглашением об «обмене услугами».
Примером бартера может быть фермер, который производит соевые бобы, может заключить бартерное соглашение с фермером, который имеет удобрения, и оба соглашаются обмениваться друг с другом количеством своей продукции для взаимной выгоды.

### Россия
Гражданское законодательство Российской Федерации рассматривает договор мены как гражданско-правовой договор, согласно которому каждая его сторона обязана передать в собственность другой стороны один предмет в обмен на другой (ч. 1 ст. 567 ГК РФ), то есть направлен на возмездную передачу имущества. Каждая сторона выступает в качестве и продавца, и покупателя. К договору мены также могут применяться положения о договоре купли-продажи, если они не противоречат правилам о договоре мены и существу возникающих из данного договора обязательств.

### Германия
Положения о договоре мены выделены в законодательстве Германии в отдельный раздел Германского гражданского уложения, а именно подраздел IV «Мена» главы I «Купля-продажа. Мена», раздела IV «Отдельные виды обязательств», подтверждая тем самым самостоятельность данного вида договора, в то же время посвятив ему одну норму, говорящую, что к договору мены применяются положения о купле-продаже.

### Франция
Французский гражданский кодекс 1804 года признаёт договор мены в качестве самостоятельного договора, по которому стороны передают друг другу одну вещь за другую. Положения договора купли-продажи также применяются к договору мены. Считается совершённым в силу одного согласия, как и договор купли-продажи. Устанавливаются права сторон, например в случае изъятия по суду у одной из сторон полученной по договору мены вещи, он вправе требовать возмещения убытков либо возврата его вещи (ст.1705). Договору мены посвящён титул VII статьи 1702—1707 Французского гражданского кодекса.

### Латвия
Бартер отнесён к биржевому договору и регулируется статьями 2091—2095 Гражданского закона. статье, а в соответствии со статьёй 2092 также в положениях закона о договоре купли-продажи, а также в положениях, включённых в Коммерческий закон (статьи 407 и 414) о коммерческой покупке, если хотя бы одна из сторон является коммерсантом. а предметом договора мены является товар (движимый предмет, предназначенный для продажи, не изъятый из частного обращения).
Согласно части 1 статьи 2091 Закона, договор мены представляет собой взаимное обещание двух лиц выдать один предмет за другой без денежного посредничества. Предметом договора могут быть не только материальные вещи, но также претензии и другие права. Существенной частью договора мены является передача предмета обмена (вещей или прав) в обмен на получение равноценного предмета обмена.

## Бартер во время экономических рецессий
Онлайн-бартерные биржи стали особенно популярны среди малого бизнеса после финансового кризиса 2008 года, который завершился Великой рецессией. По мере сокращения перспектив продаж малый бизнес все чаще обращался к бартерным биржам для получения дохода . Эти биржи позволяли участникам находить новых клиентов для своей продукции и получать доступ к товарам и услугам, используя неиспользованные товарные запасы.

На биржах также использовалась пользовательская валюта, которую можно было накапливать и использовать для покупки таких услуг, как проживание в гостиницах во время отпуска. Бартерная экономика во время финансового кризиса оценивалась в 3 миллиарда долларов.

Было несколько других примеров роста популярности бартера во времена экономической неопределенности. Например, в 2020 году, который был связан с принудительными мерами по изоляции из-за КОВИД-19, Би-Би-Си сообщила, что бартер в Соединённом Королевстве стал гораздо более распространенным. Более того, в 2022 году сообщалось, что разочарованные аргентинцы на фоне высокой инфляции и низких зарплат организовали бартерные ярмарки в Буэнос-Айресе и его окрестностях.

## Налогообложение
В 1975 году в The New York Times была опубликована статья за авторством либертарианца Карла Гесса, который описал в ней свой опыт ухода от налога на доход в США при помощи практики бартера. С 1982 года, однако, когда в стране был принят Закон о налоговом равенстве и налоговой ответственности (Tax Equity and Fiscal Responsibility Act of 1982), эта практика стала более невозможной, поскольку оплата за работу или оказанные услуги в натуральном виде с тех пор должна декларироваться в Налоговое управление США и этот вид дохода, соответственно, стал налогооблагаемым.

## Бартер в теневой экономике
Во многих странах бедность населения, вкупе с коррумпированностью властей и высокими налогами стимулирует бартерные торговые сети, где население старается по мере сил избегать операции связанные как с безналичными расчетами так даже и с использованием наличных.
Теневая экономика включает не только незаконную деятельность, такую как покупка и продажа запрещенных наркотиков или незаконная продажа оружия, проституция, контрабанда товаров. Она также включает любые недекларируемые доходы, такие как неформальная оплата труда работников ресторанов или работа, например, няни, которая не сообщается. Аналогичным образом, любой бартер, который не подразумевает обмен наличными и не сообщается властям, считается частью теневой экономики.
| Группа стран    | Процент ВВП |
| --------------- | ----------- |
| Развивающийся   | 35-44       |
| Переходные      | 21-30       |
| Развитые страны | 14-16       |

По имеющимся данным, теневая экономика в Индии оценивается примерно в 37,9 % ВВП страны, что составляет значительную часть общей экономики.

Это указывает на то, что значительная часть экономической деятельности в Индии официально не регистрируется и не облагается налогами.

Однако же (хотя точные данные найти сложно), считается, что процент экономики Индии, работающей по бартерной системе, очень маленький, поскольку большая часть экономической деятельности осуществляется посредством традиционной денежной системы; однако в некоторых сельских районах, особенно во время местных рынков или фестивалей, бартерная торговля все ещё может наблюдаться в небольших масштабах, в частности, среди фермеров, обменивающихся друг с другом товарами, такими как продукты. Зачастую, также прислуга в домах зажиточных индийцев оплачивается очень плохо, практически являясь закабаленными и работающими в обмен на пропитание и жилье.

Самая большая теневая экономика в Зимбабве, около 60,6 % экономики состоит из теневой деятельности. Самая маленькая теневая экономика в Швейцарии, 7,2 % экономики.

## В международной торговле
Внешняя торговля играла лишь незначительную роль в советской экономике. Например, в 1985 году экспорт и импорт составляли всего 4 процента советского валового национального продукта. Советский Союз поддерживал этот низкий уровень, поскольку мог опираться на большую энергетическую и сырьевую базу, а также потому, что исторически проводил политику самодостаточности. Другая внешнеэкономическая деятельность включала программы экономической помощи, которые в первую очередь приносили пользу менее развитым странам Совета экономической взаимопомощи (СЭВ): Кубе , Монголии и Вьетнаму.

Советский Союз проводил большую часть своей внешнеэкономической деятельности с социалистическими странами, особенно странами Восточной Европы. В 1988 году советская торговля с социалистическими странами составила 62 процента от общего объёма советской внешней торговли.
В период с 1965 по 1988 год торговля с Третьим миром составляла стабильные 10-15 процентов от внешней торговли Советского Союза. Торговля с индустриальным Западом, особенно с Соединёнными Штатами, колебалась, в зависимости от политических отношений между Востоком и Западом, а также от краткосрочных потребностей Советского Союза. В 1970-х годах, в период разрядки, торговля с Западом приобрела большую значимость за счет торговли с социалистическими странами. Однако в начале и середине 1980-х годов, когда отношения между сверхдержавами были плохими, советская торговля с Западом сократилась в пользу усиления интеграции с Восточной Европой.
Способы ведения Советским Союзом торговли различались в зависимости от торгового партнера.
Советская торговля с западными промышленно развитыми странами, за исключением Финляндии, и большинством стран третьего мира велась с использованием твердой валюты, то есть валюты, которая была свободно конвертируемой. Поскольку рубль не был свободно конвертируемым, Советский Союз мог приобретать твердую валюту, только продавая советские товары или золото на мировом рынке за твердую валюту. Поэтому объём импорта из стран, использующих конвертируемую валюту, зависел от количества товаров, экспортируемых Советским Союзом за твердую валюту.
Альтернативные методы сотрудничества, такие как бартер, встречная торговля, промышленная кооперация или двусторонние клиринговые соглашения, были гораздо более предпочтительными. Эти методы использовались в сделках с Финляндией, членами СЭВ, Китайской Народной Республикой , Югославией и рядом стран третьего мира.
Двусторонняя торговля или клиринговая торговля — это торговля исключительно между двумя государствами, в частности, бартерная торговля, основанная на двусторонних сделках между правительствами и без использования твердой валюты для оплаты.
Двусторонние торговые соглашения часто направлены на поддержание торгового дефицита на минимуме путем ведения клирингового счета, где дефицит будет накапливаться.
Советскую двустороннюю торговлю иногда называли «бартерной торговлей», поскольку, хотя покупки производились в долларах США, транзакции зачислялись на международный клиринговый счет, что позволяло избегать использования наличных денег.
Советский Союз вел двустороннюю торговлю с двумя странами, Индией и Финляндией. С советской стороны торговля была национализирована, но с другой стороны капиталисты также заключали сделки. Отношения с политиками, отвечающими за внешнюю политику, были особенно важны для таких бизнесменов. Рамки ограничивали продаваемые товары теми, которые производились внутри страны, и, таким образом, представляли собой субсидию для отечественной промышленности.

Двусторонняя торговля была очень популярна в финских деловых кругах, так как она позволяла заключать очень крупные заказы, к тому же с менее строгими требованиями к качеству по сравнению с западными рынками. Советская сторона была мотивирована участвовать в клиринговой торговле, поскольку соглашение по сути предоставляло дешёвый кредит. Вариант заключался в продаже обязательств на международном рынке и выплате процентов в твердой валюте. Капитал, такой как ледоколы, вагоны поездов или потребительские товары, можно было получить из Финляндии, а стоимость просто становилась дефицитом клирингового счета, в конечном итоге подлежащим возврату, например, в виде сырой нефти или заказов, таких как атомные электростанции (Ловииса I и II).

В результате договорённости компания PepsiCo стала дистрибьютором водки «Столичная» в США, а «Пепси-Кола» начала продаваться в СССР. Согласно договору, советская сторона на полученную прибыль от продажи водки конвертируемую валюту (доллары США), закупала за рубежом концентрат «Пепси», который разбавлялся газированной водой уже на территории СССР. Таким образом преодолевалась проблема неконвертируемости советской валюты. При этом объём импорта концентрата напрямую зависел от объёма экспорта «Столичной».

Клиринговая торговля была наиболее оживленной до 1970-х годов, но начала терять свой импульс в 1980-х годах. В последние годы своего существования долг Советского Союза начал накапливаться с тревожной скоростью на клиринговых счетах. В результате Советский Союз начал оплачивать дефицит нефтью, товаром с небольшой добавленной стоимостью и легко обмениваемым на твердую валюту, что противоречило принципу двусторонней торговли. С распадом Советского Союза эта форма торговли в основном исчезла.
Аналогичная ситуация существовала и в странах соцлагеря. В СЭВ страны-члены, по существу, торговали в форме двустороннего бартера; деньги (переводной рубль) были лишь средством расчетов, ежегодный двусторонний обмен товарами должен был быть сбалансирован теоретически.
Переводной рубль был международной расчетной единицей с 1964 по 1991 год. Стороны, использующие эту валюту, фиксировали в ней свои активы и долги. Вопреки своему названию, переводной рубль не имел реальной связи с советским рублем, от которого его обменный курс в то время также существенно отличался. Расчеты по переводному рублю осуществлялись действующим в Москве Международным банком экономики и сотрудничества при сотрудничестве национальных банков.
С целью обхода санкций в связи со вторжением на Украину Россия начала совершать импортные сделки по бартеру. Так, в октябре 2024 года была заключён договор на поставку мандаринов из Пакистана. В обмен на мандарины Пакистан получит турецкий горох и чечевицу.

## Корпоративный бартер
По данным «Международной ассоциации взаимной торговли», отраслевого торгового органа, в 2008 году более 450 000 предприятий осуществили сделки на сумму 10 миллиардов долларов по всему миру, и ожидалось, что объём торговли вырастет на 15 % в 2009 году.
По оценкам, в 2010 году в бартерном обмене участвовало более 450 000 предприятий в Соединённых Штатах. Существует около 400 коммерческих и корпоративных бартерных компаний, обслуживающих все части мира . В Соединённых Штатах есть две отраслевые группы: Национальная ассоциация торговых обменов (NATE) и Международная ассоциация взаимной торговли (IRTA). Kаждая из них создала свою собственную «валюту», с помощью которой её компании-члены бартерного обмена могут торговать. Валюта NATE известна как BANC, а валюта IRTA называется Универсальная валюта (UC). [ 31 ]
В Канаде бартер продолжает процветать. Крупнейшая бартерная биржа b2b — International Monetary Systems (IMS Barter), основанная в 1985 году. Бартер P2P пережил возрождение в крупных городах Канады благодаря Bunz — созданному как сеть групп Facebook, которая впоследствии стала отдельным приложением для бартера в январе 2016 года. В течение первого года Bunz привлек более 75 000 пользователей [ 32 ] в более чем 200 городах по всему миру.

### Системы возобновляемой энергии, подключенные к сети
Как вариант бартера можно рассматривать обмен элекроэнергией между пользователями электросетей.
Хотя зачастую под бартером подразумевается обмен разными товарами в данном случае избыточная электроэнергия обменивается на гарантии получения той же электроэнергии в будущем, по мере необходимости в соотношении 1:1.
Хотя системы возобновляемой энергии способны обеспечивать электроэнергией дома и малые предприятия без подключения к электросети, многие люди предпочитают преимущества, которые дает подключение к сети.
Система, подключенная к сети, позволяет снабжать свой дом или малый бизнес возобновляемой энергией в те периоды (ежедневно и сезонно), когда светит солнце, течет вода или дует ветер. Любое избыточное электричество, возвращается в сеть. Когда возобновляемые ресурсы недоступны, электричество из сети обеспечивает потребности производителя энергии, исключая расходы на устройства хранения электроэнергии, такие как батареи.
Крупные поставщики электроэнергии (то есть электроэнергетические компании) в большинстве штатов (в США) разрешают чистый обмен, соглашение, при котором избыточное электричество, вырабатываемое подключенными к сети возобновляемыми энергетическими системами, «возвращает» счетчик электроэнергии обратно, поскольку оно подается обратно в сеть. Если используется больше электроэнергии, чем система подает в сеть в течение определённого месяца, производители/ потребители платят своему поставщику электроэнергии только за разницу между тем, что потребили, и тем, что произвели.

## Смежные концепции
Бартер предполагает взаимовыгодные отношения между участниками обмена. В более широком смысле обмен услугами внутри общественных организаций (церквей, клубов, кооперативов) широко распространен и множество организаций работает с добровольцами, которые с теми или иными целями (например в благотворительных целях) помогают другим людям без ожидания незамедлительной личной выгоды. Результатом однако может быть так же и обмен ценностями.
- Общественный книжный шкаф — приспособление для хранения подержанных книг в общественных местах с целью предоставления возможности всем желающим взять одну или несколько этих книг в безвозмездное пользование или «обменять» на любые другие книги по собственному усмотрению.
- совместное использование автомобилей обычно используется для обозначения людей и групп пассажиров, которые знают друг друга и которые регулярно пользуются одной или несколькими машинами, чтобы добраться до работы. Члены группы часто по очереди водят машину и предоставляют машину, чтобы эффективно сократить и разделить усилия и затраты на дорогу до работы.